# Ларрасабаль Угуэто, Вольфганг
 Вольфганг Энрике Ларрасабаль Угуэто (исп.  Wolfang Enrique Larrazábal Ugueto; 5 марта 1911, Карупано, Сукре, Венесуэла — 27 февраля 2003, Каракас, Венесуэла) — венесуэльский политический и военный деятель. Контр-адмирал, Глава Правительственной хунты в 1958 году. Пришёл к власти после свержения диктатуры генерала Маркоса Переса Хименеса и провёл всеобщие выборы, вернув страну к демократическому гражданскому правлению. С 1958 года несколько раз выставлял свою кандидатуру на президентских выборах, однако не смог одержать победу.

## Биография
Родился в семье потомственного моряка Фабио Ларрасабаля Бланко (род. 1889) и Херонимы Угуэто Маркес. Получил среднее образование в колледже Института Песталоцци в Маракайбо. В 1928 году, в 17 лет, поступил в Военно-морское училище, в котором обучался четыре года.

### Военная карьера
В 1932 году окончил училище, получил первый офицерский чин и начал службу в военно-морских силах Венесуэлы. Служил в Маракайбо, Пуэрто-Кабельо и Ла-Гуайре. В 1942 году получил под своё командование канонёрскую лодку «General Urdaneta». В дальнейшем, до 1945 года также командовал судном береговой охраны «El Leandro» и канонёркой «Soublette». В 1945 году, после падения режима Исайяса Медины Ангариты и прихода к власти Революционной хунты Ромуло Бетанкура, карьера Ларрасабаля пошла вверх — он получил звание капитана фрегата и вскоре был назначен командиром главной базы ВМФ в Пуэрто-Кабельо. В июле 1947 года он стал командующим военно-морскими силами Венесуэлы. Однако в 1949 году, после прихода к власти военной группировки Карлоса Дельгадо Чальбо и Маркоса Переса Хименеса, Вольфганг Ларрасабаль был отправлен военно-морским атташе в США. В 1951 году он был отозван на родину и в 1952 году назначен директором Национального института спорта (исп. Instituto Nacional de Deportes). Ларрасабаль занимал этот пост до 1955 года, а в 1957 году был избран директором Совета вооружённых сил (исп. Círculo de las Fuerzas Armadas).

### Январь 1958 года
15 декабря 1957 года диктатор Маркос Перес Хименес провёл плебисцит, на котором, по официальным данным, большинство венесуэльцев проголосовало за продление срока его президентских полномочий. Итоги плебисцита вызвали широкое недовольство в обществе. Когда 20 декабря правительство объявило, что Перес Хименес получил всеобщую поддержку и продолжит оставаться главой государства, это сообщение вызвало волну возмущения не только среди оппозиционных кругов и населения, но и в армии. 31 декабря 1957 года на военной авиабазе «Бока де Рио» (Boca de Río) близ Маракайя вспыхнуло антиправительственное восстание, а 1 января 1958 года авиация базы нанесла удар по Каракасу. Восстание в Маракайе поддержала дислоцированная в казармах «Урданета» часть столичного гарнизона во главе с подполковником Уго Трехо. На следующий день, 2 января, восставшие капитулировали, а Перес Хименес назначил контр-адмирала Вольфганга Ларрасабаля генеральным инспектором ВМС. Однако 4 января объединившая оппозицию Общественная патриотическая хунта опубликовала манифест «Народ и армия едины против узурпации» (исп. Pueblo y Ejército unidos contra la usurpación). 5 января Перес Хименес провел аресты в армии и заявил об отставках в правительстве, но уже через день студенты вышли на улицы Каракаса и столицу охватили непрекращающиеся антиправительственные выступления. 11 января Перес Хименес назначил контр-адмирала Вольфганга Ларрасабаля новым командующим военно-морскими силами Венесуэлы, после чего три дня увольнял своих наиболее одиозных сторонников из правительства и с разных должностей. Среди прочих лишились своих постов министр внутренних дел Лауреано Вальенилья и начальник политической полиции «Seguridad Nacional» Педро Эстрада, однако это не успокоило венесуэльское общество. 21 января в стране началась всеобщая забастовка.
Ранним утром 23 января 1958 года Перес Хименес принял решение покинуть охваченный волнениями Каракас. Из дворца «Мирафлорес» он отбыл на аэродром «Карлота», откуда президентский авиалайнер «Vaca Sagrada» («Священная корова») доставил его в Сьюдад-Трухильо (Доминиканская Республика), где один из наиболее одиозных диктаторов того времени Рафаэль Трухильо, предоставил ему политическое убежище. Известие о бегстве диктатора, всего месяц назад заявившего о своей всенародной поддержке на плебисците, вызвало шквал ликования в столице. Армия и полиция быстро утратили контроль над ситуацией, и население начало громить дома сторонников Переса Хименеса, редакцию правительственной газеты «El Heraldo» и штаб-квартиру политической полиции «Seguridad Nacional». Массы народа направились со всех сторон к опустевшему президентскому дворцу «Мирафлорес» и заполнили его коридоры. Вскоре лидеры оппозиции и представители армейского командования заявили там о сформировании Временной правительственной хунты трёх родов войск.

### Глава временного режима
Временную правительственную хунту (исп. Junta de Gobierno Provisional) возглавил контр-адмирал Вольфганг Ларрасабаль, сложивший с себя командование флотом. В хунту также вошли полковники Роберто Касанова, Абель Ромеро Вильате, Карлос Луис Арагуэ и Педро Хосе Кеведо. Дипломат Эдгар Санабриа стал секретарём хунты. Однако присутствие в составе хунты полковников Касановы и Ромеро Вильате вызвало новые протесты, и днём 24 января они были выведены из её состава. Места военных заняли предприниматели Эухенио Мендоса и Блас Ламберти. Хунта сформировала временное правительство, составленное из гражданских юристов, бизнесменов и чиновников. Полковник Хесус Мариа Кастро Леон, министр обороны, стал единственным военным в его составе. Хунта Ларрасабаля объявила о проведении до конца года всеобщих выборов, освободила политических заключённых, разрешила политическим изгнанникам вернуться в страну, отдала под суд причастных к репрессиям деятелей времён «перехименизма» (perejimenismo) — режима Переса Хименеса.
В период своего короткого правления Вольфганг Ларрасабаль пережил две попытки свержения. Первую предпринял 23 июля 1958 года министр обороны полковник Хесус Мариа Кастро Леон, вторую — 7 сентября — офицеры Хосе Эли Мендоса и Диас Монкада Видаль, стремившиеся не допустить проведения выборов. 31 октября ведущие политические партии Демократическое действие, КОПЕЙ и Демократический республиканский союз (не пригласив при этом коммунистов, вместе с которыми боролись против военной диктатуры) заключили «пакт Пунто-Фихо» (Punto Fijo), в котором обязались защищать конституцию, признавать итоги народного волеизъявления и поддерживать национальное единство. Сам Вольфганг Ларрасабаль передал 14 ноября 1958 года власть гражданскому члену хунты Эдгару Санабриа и выставил свою кандидатуру на президентских выборах от блока партий в составе Демократического республиканского союза, Коммунистической партии Венесуэлы и Независимого национального избирательного движения.

### Дипломатия и политика
Однако на выборах 7 декабря 1958 года контр-адмирал Ларрасабаль занял по числу голосов только второе место (903.479 бюллетеней или 34,61 %), уступив завоевавшему президентский пост Ромуло Бетанкуру (Демократическое действие). Он ушёл в отставку из вооружённых сил и в 1959 году согласился занять пост посла Венесуэлы в Чили. В 1962 году Ларрасабаль ушёл с дипломатической службы, возглавил в качестве председателя партию Народная демократическая сила (состоящую из членов Революционного левого движения, не согласных с насильственными методами борьбы) и выставил свою кандидатуру на президентские выборы. Но выборы 1 декабря 1963 года принесли ему только пятое место по числу голосов (9,43 %). В 1968 году он в третий раз пытался выставить свою кандидатуру в президенты, однако вновь потерпел неудачу — в 1960-х годах в стране сформировалась фактически двухпартийная система, при которой у власти чередовались представители КОПЕЙ и Демократического действия. Впрочем, Ларрасабаль успешно избирался в Национальное собрание Венесуэлы несколько раз подряд, а затем стал пожизненным сенатором.
Вольфганг Энрике Ларрасабаль Угуэто скончался 27 февраля 2003 года в возрасте 91 года в Каракасе от остановки дыхания.